# Joan Mondale
Joan Mondale (ur. 8 sierpnia 1930 w Eugene, Oregon, zm. 3 lutego 2014 w Minneapolis, Minnesota) – żona 42. wiceprezydenta Stanów Zjednoczonych Waltera Mondale. W latach 1977–1981 druga dama Stanów Zjednoczonych.
27 grudnia 1955 poślubiła Waltera Mondale, z którym miała troje dzieci:
- Ted Mondale (ur. 12 października 1957), Minnesota polityk, były senator i kandydat na gubernatora Minnesoty[1].
- Eleanor Jane Mondale Poling (19 stycznia 1960 - 17 września 2011), dziennikarka telewizyjna i radiowa, zmarła na nowotwór mózgu[1].
- William Hall Mondale (ur. 27 lutego 1962), zastępca prokuratora generalnego 1990-2000[1].

20 stycznia 1977 jej mąż razem z Jimmym Carterem wygrali wybory i został wiceprezydentem USA zaś Joan Monadale drugą damą USA zastępując Happy Rockefeller. 4 lata później po porażce w wyborach jej męża i prezydenta Cartera 20 stycznia 1981 zakończyła urzędowanie drugiej damy i zastąpiła ją Barbara Bush.
Jean Mondale zmarła 3 lutego 2014 w Minneapolis, Minnesota.